# Voxel (Unternehmen)
Voxel S.A. ist ein Unternehmen mit Sitz in Krakau, das im Gesundheitswesen tätig ist. Es bietet Dienstleistungen in den Bereichen diagnostische Bildgebung, Teleradiologie und Outsourcing sowie IT-Systeme für Krankenhäuser und Diagnosezentren an. Auf dem Gebiet der Diagnostischen Bildgebung verfügt es über 27 Diagnosezentren, 23 Magnetresonanztomographiegeräte (MRT), 14 Computertomographen (CT), 2 Zyklotrone (in Krakau und Warschau) und hat 3 Radiopharmazeutika entwickelt. Auf dem Gebiet der Nuklearmedizin verfügt Voxel über 7 diagnostische Zentren, 7 Positronen-Emissions-Tomographie-Geräte (PET), 4 SPECT-Geräte, führt Isotopentherapie und Isotenuntersuchungen durch und betreibt eine radiopharmazeutische Produktionsanlage.
Voxel hat einige Tochtergesellschaften bzw. Beteiligungen (u.a): Scanix (97,27 %), Rezonans Powiśle (63,73 %), Exira Gamma Knife (100 %), Alteris (100 %), Radpoint (50,9 %).
Voxel ist an der Warschauer Börse im polnischen Mittelwerteindex mWIG40 notiert.

## Geschichte
Alteris wurde 2004 von Jacek Liszka und Dariusz Pietra gegründet. 2005 folgte die Gründung von Voxel. 2006 wurden die ersten MRT- und CT-Labore eingerichtet, 2007 CDO Jelenia Góra übernommen. 2010 wurden Fördermittel von der EU für ein Zyklotron gewährt. Im gleichen Jahr wurde das erste PET-Labor eingeweiht. 2011 wurde der Börsengang an der Newconnect, einer Alternativbörse für kleine Unternehmen durchgeführt, im gleichen Jahr begann die Produktion von Radiopharmazeutika. Im Jahr darauf wurde das Unternehmen am Hauptmarkt der Warschauer Börse gelistet. Im Jahr 2018 wurde Exira Gamma Knife übernommen, ebenso Vito-med und Scanix, 2019 Radpoint (zunächst 15 %), 2020 folgte die Übernahme von Rezonans Powiśle (60 %). Im gleichen Jahr wurde eine Kette von Covid-19-Testlaboren durch Vito-med eröffnet.